# Liste der Monuments historiques in Guerpont
Die Liste der Monuments historiques in Guerpont führt die Monuments historiques in der französischen Gemeinde Guerpont auf.

## Liste der Objekte
| Bezeichnung               | Beschreibung                                        | Standort                     | Kennzeichnung | Schutzstatus | Datum | Bild |
| ------------------------- | --------------------------------------------------- | ---------------------------- | ------------- | ------------ | ----- | ---- |
| Skulptur Madonna mit Kind | Holz, farbig gefasst und vergoldet, 19. Jahrhundert | in der Kirche St-Evre (Lage) | PM55001453    | Inscrit      | 1979  |      |
| Gemälde Heiliger Nikolaus | Ölfarbe auf Leinwand, vergoldeter Holzrahmen, 1783  | in der Kirche St-Evre (Lage) | PM55000273    | Classé       | 1980  |      |
| Gemälde Maria Immaculata  | Ölfarbe auf Leinwand, vergoldeter Holzrahmen, 1783  | in der Kirche St-Evre (Lage) | PM55001452    | Inscrit      | 1979  |      |